# Osapska dolina
Osapska dolina je prehodno območje med kraško in flišno Istro v Sloveniji, ki ga je izoblikovala Osapska reka, ki se je skozi tisočletja zajedala v mehko flišno kamnino. Spušča se proti morju 32 višinskih metrov nižje v Žaveljskem zalivu.
Dolina je zadnje čase najbolj obiskana zaradi strme stene, ki je priljubljeno plezališče. Premošča viadukt Črni Kal v horizontalnem radiju 800 metrov, s 140 metrov dolgimi glavnimi razponi med stebri. 

## Podnebje
Zaradi nizke nadmorske višine, bližine morja in odprtosti proti morju ter lege je dolina izrazito klimatsko prehodna pokrajina. Splošne podnebne poteze so submediteranske, s povprečnimi januarskimi temperaturami med 0 °C in 4 °C, julijskimi med 19 °C in 22° in povprečno letno temperaturo nad 10 °C. 
Podnebje postaja ostrejše v smeri Tinjana. S prehodom na kraško planoto se temperature hitro znižujejo. Osapska dolina prejme v povprečju med 1200 in 1300 mm padavin na leto. Višja količina kot v krajih bližje morju je posledica lege od vznožju višjega sveta, kjer je dvigovanje zračnih mas in oddajanje padavin bolj intenzivno. Razporeditev padavin čez leto je dokaj enakomerna, kljub temu pa se v poletnih mesecih pojavlja zaradi visokih temperatur tudi suša. Padavine spremlja kdaj tudi megla, ta je v zadnjih 15 letih pozimi pogostejša zlasti v nižje ležečih krajih ob morju in v dolinah, ki se iztekajo v Tržaški zaliv. Tedaj je pogostokrat pod meglo vsa Osapska dolina. Tinjan in ostali višji vrhovi pa so izven nje in se kopajo v soncu. 
Kot v ostalih predelih Slovenske Istre, sta najpogostejša vetrova burja in jugo. Pihata predvsem v zimski polovici leta. Burja prinaša hladno večinoma jasno vreme, jugo pa toplo in vlažno. Ob nastopu juga se temperature lahko pozimi dvignejo v enem dnevu do 10 °C. V poletnem času je pogost tudi maestral. Piha z morja in čez dan blaži vročino.